# Bübchenbrunnen

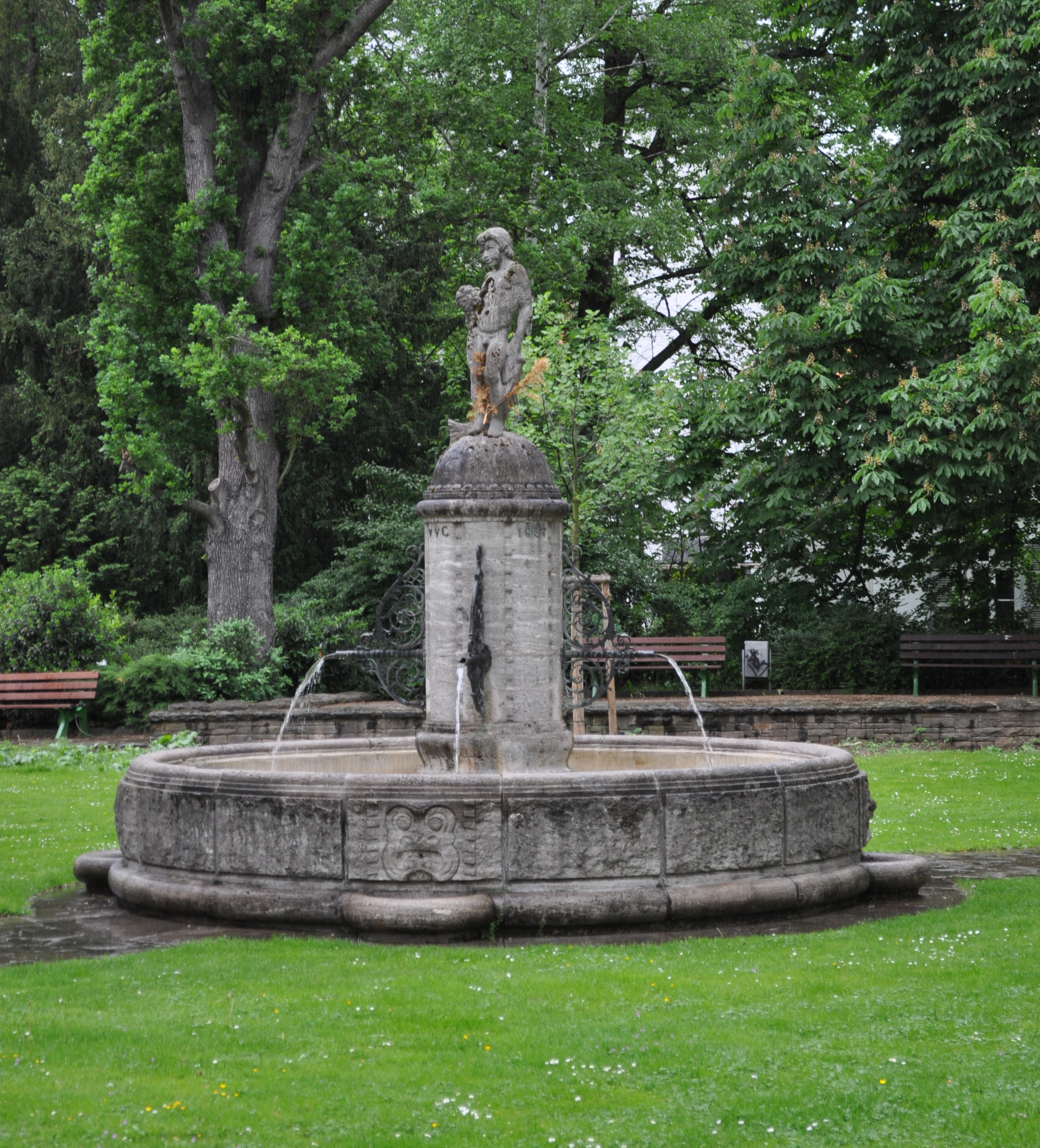
Der Brunnen im Mai 2012

Der Bübchenbrunnen ist ein Zierbrunnen an der Ecke Beethovenallee/Denglerstraße im Bonner Ortsteil Godesberg-Villenviertel. Der Brunnen steht unter Denkmalschutz.

## Geschichte
Der heutige Zierbrunnen stand ursprünglich auf der Kölner Werkbundausstellung des Jahres 1914, für die er im gleichen Jahr vom Bildhauer Paul Seiler nach einem Entwurf des jungen Architekten Hans Schumacher (der damals für Georg Metzendorf arbeitete) geschaffen worden war. Er stand dort mittig auf dem Dorfplatz des von Metzendorf entworfenen „Neuen Niederrheinischen Dorfes“. Anschließend wurde er für den Garten einer Plittersdorfer Rheinvilla erworben (→ Dollendorfer Straße 15 (Bonn)). Als der Brunnen dort bei Erweiterungsbauten störte, wurde er 1933 dem Bad Godesberger Verschönerungsverein übergeben. Der ließ ihn 1937 an seinem jetzigen Standort auf der spitz zulaufenden Grünanlage vor der Herz-Jesu-Kirche aufstellen. Der Brunnen gehört zu den wenigen erhaltenen Bauten, die auf der Werkbundausstellung gezeigt wurden.

## Beschreibung
Der Brunnen ist aus fränkischem Muschelkalk gehauen und wurde bei seiner Aufstellung in Köln nach Metzendorf als ein Nutzbrunnen für eine ländliche Dorfgemeinde konzipiert. Er besteht aus einer großen, runden Brunnenschale, die mit rustizierten Blendquadern versehen ist und das Wasser speichern soll. An vier Stellen des Beckens befinden sich kleine Außenbecken, die sich aus dem am Fuß des Brunnenbeckens gelegten Wulst herauswölben und in die durch je ein Fratzenmaul Wasser zur Entnahme fließt.
Der Brunnenstock ist ein Rundpfeiler, der mit vier filigran verzierten Eisenrohren bestückt ist, aus denen das Wasser herausfließt. Der Stock schließt mit einer Halbkugel ab, auf der ein nackter kleiner Bacchant mit Traube in der Hand steht.